# Usplash

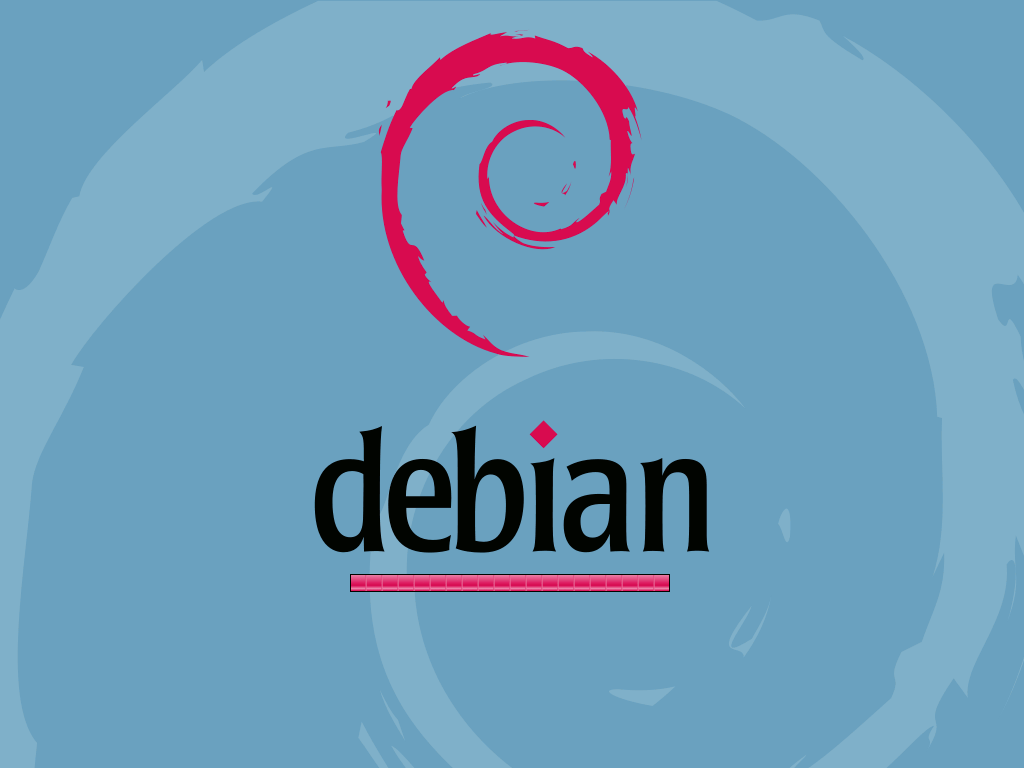
Toma de pantalla de Debian arrancando con Usplash

Usplash es un proyecto de software en la comunidad Ubuntu que reemplaza la pantalla de "scrolling-text" que aparece mientras un sistema operativo GNU/Linux está iniciando, por un "splash screen" gráfico. Este fue diseñado para reemplazar a Bootsplash, el cual hacía lo mismo a nivel de espacio del kernel, y como alternativa a Splashy. Como Usplash opera en el espacio de usuario, éste puede ser actualizado sin necesidad de recompilar el Kernel.
Usplash utiliza la interfaz de "Linux framebuffer", o alternativamente, acceso directo a VESA para mostrar el splash screen.
En Ubuntu 9.10 "Karmic Koala", Usplash se utiliza en las primeras etapas del inicio del sistema y luego Xsplash toma su lugar.